# Landing Craft Tank
Le Landing Craft Tank (LCT) erano imbarcazioni con le quali effettuare lo sbarco dei carri armati o di altri veicoli, durante gli assalti anfibi, direttamente sulle spiagge. Usate dalla Royal Navy e U.S. Navy e da marine di altre nazioni nella seconda guerra mondiale. La US Navy le utilizzò, con differenti designazioni, anche durante la guerra di Corea e del Vietnam. Il termine LCT nasce come hull classification symbol (simbolo di classificazione di scafo) dell'US Navy, ma è usato per estensione anche per indicare mezzi di questo tipo di marine di altre nazioni, sebbene le classificazioni locali siano tipicamente diverse.
Nella seconda guerra mondiale erano comunemente identificate solo con la loro abbreviazione, LCT.

## Storia
Dopo l'evacuazione da Dunkerque (operazione Dynamo) divenne evidente per gli Alleati che l'unico modo per riportare la guerra sul territorio continentale era quello di realizzare sbarchi. L'idea di Winston Churchill per un'imbarcazione capace di portare uno o più carri armati portò alla realizzazione di un dipartimento, denominato "Combined Operations", per l'organizzazione di operazione congiunte di Esercito e Marina. A metà del 1940 i diversi cantieri proposero i diversi progetti. A vincere fu la Hawthorn Leslie and Company, che realizzò il primo Landing Craft Tank, denominato LCT Mk I o LCT (1) nel novembre dello stesso anno.
Dei circa 3.000 LCT costruiti dagli Alleati in totale, 1561 sono stati progettati e costruiti dai britannici e 1435 dagli americani. Gli LCT sono stati i mezzi da sbarco inglesi per antonomasia, come gli LST lo sono stati per gli americani.
I modelli inglesi erano i Mark 1, 2, 3, 4 e 8. I modelli americani erano i Mark 5 e Mark 6, mentre i Mark 7 divennero poi LSM.

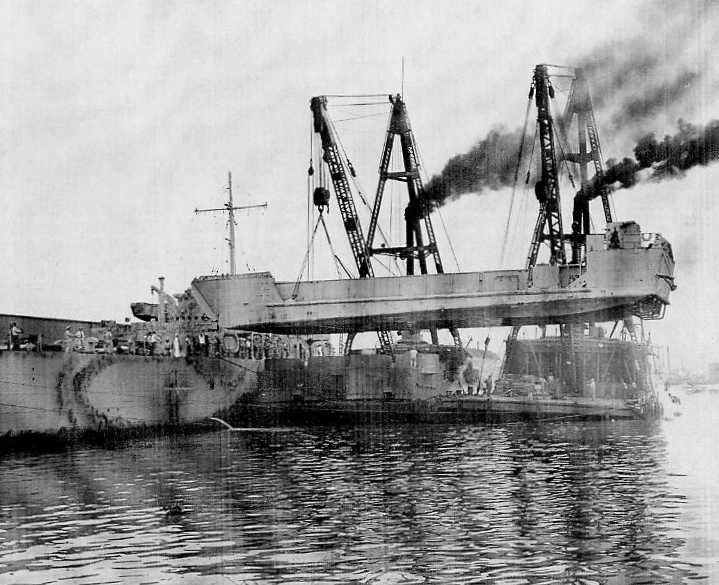
Un LCT viene issato a bordo di un LST

Le imbarcazioni americane vennero prodotte in due differenti versioni dette Mark. V (Mk. V) e Mark. VI (Mk. VI). Gli LCT Mk. V avevano solo la rampa a prua mentre gli LCT Mk. VI erano dotati di rampa sia a poppa che a prua. Gli LCT erano più piccoli degli LST (Landing Ship Tank), navi per l'assalto anfibio più grandi e capaci di navigare più agevolmente in alto mare, tanto che un LCT poteva essere trasportato e messo in mare da quest'ultima. Non avevano corazzatura ed erano dotate solo di un armamento difensivo leggero. Agli LCT non veniva mai dato un nome, ma erano identificate solo da un numero progressivo. Sulla base della legge affitti e prestiti una grande quantità di LCT venne consegnata alla Gran Bretagna e, in numeri più piccoli, all'URSS.
Durante il secondo conflitto mondiale, oltre a svolgere il ruolo di trasporto di uomini, veicoli e carri armati, alcune di queste imbarcazioni furono modificate aggiungendo cannoni, rampe per il lancio di razzi, in imbarcazioni officina per altre navi o mezzi e per la ricerca delle mine. Ventisei di queste imbarcazioni ricevettero una corazzatura aggiuntiva e furono ridesignate LCT (A) (Landing Craft Tank (Armored)) in vista dello sbarco sulle coste normanne nel D-Day. 
Queste imbarcazioni così modificate però perdevano la metà della capacità di carico che passava da quattro a due carri armati. Furono 837 gli LCT impiegati per lo sbarco in Normandia. I primi esemplari entrarono in servizio nel 1941.
Dopo la seconda guerra mondiale tutti gli LCT Mk V sopravvissuti furono venduti per la demolizione o per venire destinati ad usi civili, mentre gli LCT Mk VI furono ridesignati nel 1949 in un primo tempo Utility Landing Ship (LSU), per poi cambiare questa denominazione in Landing Craft Utility (LCU) e sei di queste imbarcazioni vennero modificate, nel periodo 1948-49, per il servizio nell'Artico.
Dopo la fine della seconda guerra mondiale vennero costruiti nuovi scafi a partire dalla configurazione degli LCT Mk V con l'ingrandimento su questi scafi dell'alloggiamento per l'equipaggio. Alcune di queste imbarcazioni durante la guerra del Vietnam furono riclassificate come Harbour Utility Craft (YFU) in quanto vennero utilizzate per la movimentazione all'interno dei porti dei rifornimenti e delle merci tra le navi e la terra.
La produzione totale fu di 1.435 LCT e di queste 965 furono costruite durante la seconda guerra mondiale. Nel 2004 di queste imbarcazioni ne rimaneva conservato un solo esemplare che potrebbe essere l'unico ancora esistente.
Il primo impiego di questi mezzi nel corso del secondo conflitto mondiale vide l'utilizzo da parte degli inglesi degli LCT (I) nella evacuazione dalla Grecia e da Creta.
Alcuni L.C.T. inglesi del tipo Mk. I e Mk. II furono acquistati nel 1950 dalla Marina Militare italiana e trasformati in Moto Officina Costiera (M.O.C.) e in Moto Trasporto Fari (MTF) presso l’arsenale di La Spezia, alcuni dei quali hanno prestato servizio fino alla metà degli anni novanta. La MOC 1203 dopo aver ricevuto nel corso degli anni ottanta il nuovo distintivo ottico A 5333, in disarmo alla fine degli anni novanta, e stata ceduta il 18 giugno 2002 alla Marina albanese dove svolge compiti di nave officina. Nello stesso periodo la Marina Militare acquisì alcuni LCT del tipo Mk. III che vennero trasformati in Moto Trasporto Fari (M.T.F.) alcuni dei quali rimasero in servizio fino alla fine degli anni ottanta.

## Caratteristiche

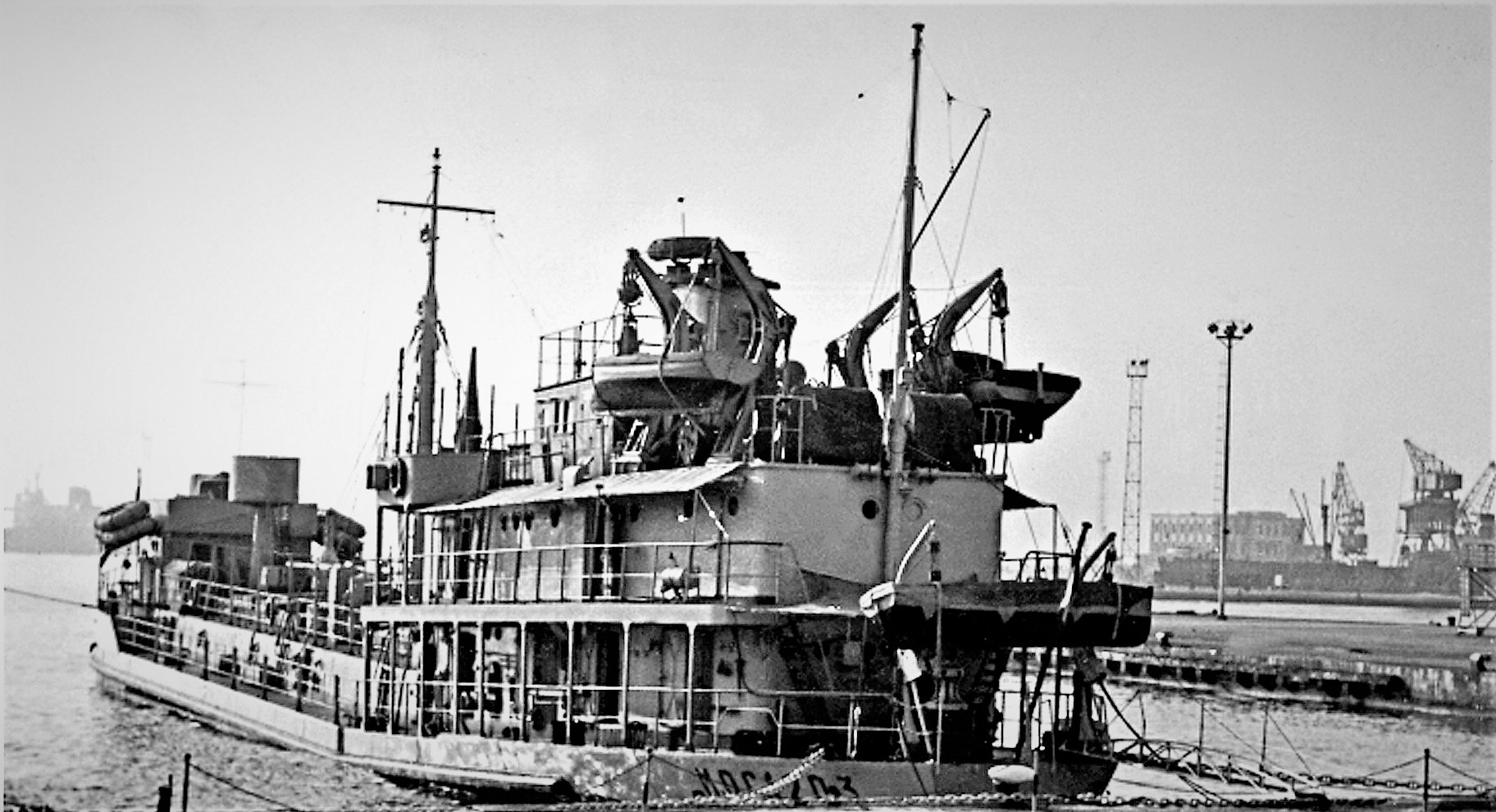
MOC 1203

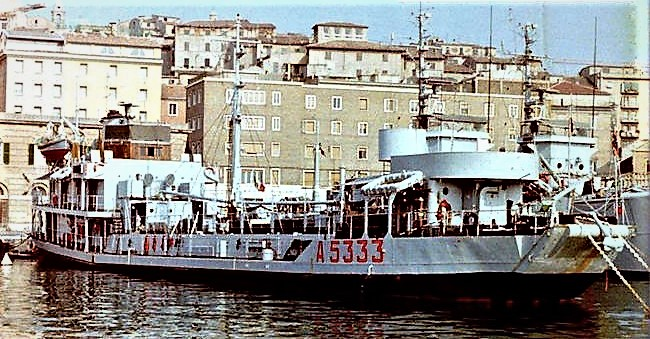
La MOC 1203 con il nuovo distintivo ottico ormeggiata ad Ancona

### LCT Mk. I
I modelli Mark I avevano la numerazione inglese da 1 a 99 
- Stazza: 226 t
- Stazza lorda: 372 t
- Lunghezza:46 m (152 ft)
- Larghezza: 8.8 m (29 ft)
- Pescaggio: 0,9 m a prua a 1.5 m a poppa
- Velocità: 10 nodi
- Equipaggio: 2 ufficiali e 10 marin per un totale di 150 tonnellate di carico
- Armamento: 2 cannoni singoli QF 2 pounder pom-pom
- Impianto propulsivo: 2 motori a benzina Hall-Scott da 350 hp ciascuno
- Eliche: 2

### LCT Mk. II
I modelli Mark II avevano la numerazione inglese da 100 a 299 
- Stazza: 296 t
- Stazza lorda: 453 t
- Lunghezza:48,74 m (159 ft)
- Larghezza: 9.1 m (30 ft)
- Pescaggio: 1,12 m
- Velocità: 10,5 nodi (motore a benzina), 9,5 nodi (2 diesel) 11 nodi (3 diesel)
- Equipaggio: 2 ufficiali e 10 marinai
- Armamento: 2 cannoni singoli QF 2 pounder pom-pom o 2 cannoni singoli 40 mm Bofors
- Capacità: 5 carri armati da 30 tonnellate o 4 da 40 tonnellate o 3 da 50 tonnellate o 9 camion da 254 tonnellate di carico
- Impianto propulsivo: 3 motori a benzina Napier Lion da 350 hp ciascuno o 2 0 3 motori diesel Paxman da 460 hp ciascuno
- Eliche: 3

### LCT Mk. III
Il modello Mark III venne realizzato aggiungendo al modello Mark II un modulo centrale extra lungo 32 piedi a mezza nave. Il modello Mark III venne costruito in due serie che differivano per la diversa propulsione.
Le caratteristiche comuni alle due serie erano le seguenti: 
- Lunghezza:59 m (192 ft)
- Larghezza: 9.1 m (30 ft)
- Pescaggio: 1,17 m
- Equipaggio: 2 ufficiali e 10 marinai
- Armamento: 2 cannoni singoli QF 2 pounder pom-pom o 2 cannoni singoli 40 mm Bofors
- Capacità: 305 tonnellate di carico
- Eliche: 2

Le unità della prima serie avevano ls numerazione inglese da 300 a 499 e le seguenti caratteristiche:
- Stazza: 350 t
- Stazza lorda: 640 t
- Impianto propulsivo: 2 motori diesel Paxman da 460 hp ciascuno
- Velocità: 10,5 nodi

Le unità della seconda serie avevano la numerazione inglese da 7001 a 7150 e le seguenti caratteristiche:
- Stazza: 350 t
- Stazza lorda: 625 t
- Impianto propulsivo: 2 motori a benzina Stirling per una potenza totale di 1000 hp
- Velocità: 11,5 nodi

### LCT Mk. IV
Il modello Mark IV era leggermente più leggero e più corto e leggermente più largo rispetto al modello Mark III. Il modello venne concepito per operare attraverso il canale della Manica. La loro numerazione nella Royal Navy andava da 500 a 1368.
Le caratteristiche erano le seguenti: 
- Stazza: 200 t
- Stazza lorda: da 586t a 611 t
- Lunghezza:57.07 m (187 ft)
- Larghezza: 11.81 m (38 ft)
- Pescaggio: 1,12 m
- Velocità: 10 nodi
- Equipaggio: 2 ufficiali e 10 marinai
- Armamento: 2 mitragliere singole 20 mm Oerlikon o 2 cannoni singoli 40 mm Bofors
- Capacità: 9 carri armati medi M4 Sherman o 6 carri armati per fanteria Mk IV Churchill per un totale di 356 tonnellate di carico
- Impianto propulsivo: 2 motori diesel Paxman da 460 hp ciascuno
- Eliche: 2

### LCT Mk. V
- - Stazza:
- Lunghezza:35.7 m (117 ft)
- Larghezza: 9.7 m (32 ft)
- Pescaggio: 0,64 m (2'10" ft) a prua - 1.2 m (4 ft) a poppa
- Velocità: 8 nodi
- Equipaggio: un ufficiale e 12 marinai
- Capacità: uno tra i seguenti carichi: 5 carri da 27 t (30 ton) -4 da 36 t (40 ton) - 3 da 45 t (50 ton) - 9 camion - 136 t (150 ton) di carico
- Impianto propulsivo: 3 Gray diesel da 225 hp
- Eliche: 3

### LCT Mk. VI
- Stazza: 129.7 t (143 tons), 280.3 t (309 ton) allo sbarco
- Lunghezza: 36.3 m (119 ft)
- Larghezza: 9.7 m (32 ft)
- Pescaggio: 1,1 m (3'7" ft) a prua - 1.2 m (4 ft) a poppa
- Velocità: 8 nodi
- Equipaggio: un ufficiale e 12 marinai
- Capacità: uno tra i seguenti carichi: 4 da 36 t (40 ton) - 3 da 45 t (50ton) - 136 t (150 ton) di carico - alloggiamenti per otto soldati
- Impianto propulsivo: 3 Gray diesel da 225 hp con tripla elica

### LCT Mk. VII
Gli LCT MK VII diventati poi LSM (Landing Ship Medium) sono state le navi d'assalto anfibio della US Navy paragonabili per dimensioni alle Landing Ship Tank e alle Landing Craft Infantry. Vennero realizzati in 558 esemplari tra il 1944 e il 1945, la maggior parte dei qualidemoliti durante la guerra fredda, ma molti venduti dallo Department of Defense all'estero o a compagnie private.
Soltanto uno di questi LSM, lo USS LSM-45 esiste ancora nella sua configurazione originale conservato al Marine Station Camp Lejeune di Jacksonville in Nord Carolina, che semnrava destinato a diventare il pezzo pregiato del museo, ma in seguito a un cambio di piano è adesso in pericolo di essere demolito o destinato ad essere affondato come barriera artificiale.